# Полєк Микола Іванович
Полєк Микола Іванович (1880 р., — † 1960 р., м. Винники) — професор-філолог львівської гімназії, займався науковою роботою, вивчав побут римлян і греків, українською мовою видав підручник «З побуту римлян і греків» для гімназій.
У 1920–1930-х роках був активним діячем «Рідної школи» і «Просвіти» у Винниках.
У 1940–1950-х роках — вчитель у Винниках.
У 2011 р. вийшло репринтне видання «Микола Полєк. „Життя греків і римлян класичного світу“. Львів 1925».
Помер у Винниках, похований на Винниківському цвинтарі.

## Джерело
- Забуті імена

| українська персоналія | Це незавершена стаття про особу, що має стосунок до України. Ви можете допомогти проєкту, виправивши або дописавши її. |